# Odcynkowanie
Odcynkowanie – rodzaj korozji stopów miedzi z cynkiem (szczególnie mosiądzów odlewniczych) w roztworach zawierających chlor. Cynk ulega rozpuszczeniu i przechodzi do roztworu, a miedź pozostaje w postaci gąbczastej, co dodatkowo wzmaga korozję. Odcynkowanie nie powoduje zmian kształtu przedmiotu, lecz znacznie obniża jego wytrzymałość i szczelność.
Wrażliwość mosiądzu na odcynkowanie wzrasta:
- przy niskiej zawartości miedzi np. MS 58,
- w wodzie o niskim odczynie pH (wody kwaśne),
- wraz ze wzrostem temperatury pracy instalacji.

Odcynkowaniu mosiądzów zapobiega dodatek aluminium w ilości 2-3%, jak również arsenu >0,01%, niklu, ołowiu lub 1-2% cyny.